# 維多利亞鳳冠鳩
维多利亚冠鸠（英文：Victoria Crowned Pigeon，學名：Goura victoria）是鸽形目中体积最大的品种之一，分佈於印度尼西亞及巴布亞新畿內亞。与其他鸽类相比，该种最显著的特征就是它巨大的扇形头冠。头冠由白色和紫色羽毛组成。同其他冠鸠一样，该种雌性和雄性之间外观差异很小。雄性体型略大于雌性。野生种的寿命尚不确定，饲养种的寿命可达到30年。维多利亚冠鸠通常成对或以小组集群出没，大部分时间生活在地上。该种以水果、植物种子、软体动物、无脊椎动物、螃蟹为食。该种用树叶和树枝在灌木和树上建造巢穴，该种实行一夫一妻和终生配偶制。雌性每次产卵一或二枚，雄性和雌性轮流孵化，孵化期30天，幼鸟羽化期4周。这之后双亲仍会喂养幼鸟2到3月。

## 资料来源
- Goura victoria

1. ↑  BirdLife International. . The IUCN Red List of Threatened Species 2013.   [26 November 2013].